# Cape Lookout Coast Guard Station
La Cape Lookout Coast Guard Station est une ancienne station de l'United States Coast Guard située dans le comté de Carteret, en Caroline du Nord. Protégée au sein du Cape Lookout National Seashore, elle est inscrite au Registre national des lieux historiques en tant que district historique depuis le 1er février 1989.